# Austin Powers: The Spy Who Shagged Me
Austin Powers: The Spy Who Shagged Me (titulada Austin Powers: la espía que me achuchó en España y Austin Powers: el espía seductor en Hispanoamérica) es una película cómica estadounidense de 1999, dirigida por Jay Roach. Es la segunda película de la serie fílmica Austin Powers, después de International Man of Mystery (1997), y está coproducida, coescrita y protagonizada por Mike Myers, interpretando tres papeles diferentes. Seth Green, Michael York, Robert Wagner, Mindy Sterling, Elizabeth Hurley y Will Ferrell repiten sus papeles de la primera película, mientras que Heather Graham, Verne Troyer y Rob Lowe interpretan nuevos personajes. El título es una parodia de la película de James Bond The Spy Who Loved Me (1977).
La película recaudó en torno a 312 millones de dólares en todo el mundo, superando en el fin de semana de su estreno la recaudación total de su precedesora. Recibió una nominación al Óscar al mejor maquillaje en la 72.ª edición de los premios. Fue sucedida por Austin Powers in Goldmember (2002).

## Sinopsis
En 1999, Austin Powers disfruta de su luna de miel junto a su esposa, Vanessa Kensington. Sin embargo, ella resulta ser una fembot controlada por el Dr. Evil. Después de intentar matar a Austin, el Dr. Evil hace que Vanessa se autodestruya. Austin lamenta su pérdida durante un breve instante hasta que se da cuenta de que está soltero de nuevo y, por tanto, puede mantener relaciones sexuales sin compromiso. Mientras tanto, una estación de vigilancia de la OTAN observa el regreso del Dr. Evil, que se reencuentra con su hijo Scott en The Jerry Springer Show, donde acaba provocando una pelea. Más tarde, en su nueva guarida en lo alto del Space Needle, los esbirros del Dr. Evil le presentan a su clon, que solo tiene una octava parte de su estatura y al que el Dr. Evil llama Mini-Me.
Número 2 revela que Virtucon, la tapadera del imperio criminal del Dr. Evil, ha adquirido Starbucks, logrando millones de dólares de beneficios, pero el Dr. Evil presenta su propio plan: ha creado una máquina del tiempo con la que piensa viajar a los años 60 y robarle a Austin su "mojo", el secreto de su encanto y su atractivo sexual. El Dr. Evil y Mini-Me viajan en la máquina del tiempo hasta 1969, donde se encuentran con un joven Número 2 y con Frau Farbissina (que tiene el mismo aspecto). Un obeso miembro de los Scots Guards, Fat Bastard, extrae el mojo de Austin de su cuerpo congelado en el Ministerio de Defensa. El servicio de inteligencia británico avisa a Austin de que uno de los agentes del Dr. Evil va tras él y, durante una sesión de fotos, una de las modelos, Ivana Humpalot, le confiesa que ha sido enviada allí para matarle, pero no puede hacerlo porque le considera demasiado atractivo. Austin se acuesta con ella, pero descubre que ha perdido su mojo y se ha vuelto impotente.
El Ministerio de Defensa envía a Austin a 1969 con una máquina del tiempo instalada en un Volkswagen New Beetle. Austin llega a una fiesta en su ático de Londres y, con la ayuda de la agente de la CIA Felicity Shagwell, logra escapar de un intento de asesinato por los agentes del Dr. Evil. Austin y Felicity son perseguidos por Mustafá, otro de los agentes del Dr. Evil, pero ellos logran atraparle y hacerle revelar la existencia de la guarida del Dr. Evil en el interior de un volcán. Antes de que pueda revelar su localización, Mini-Me le dispara un dardo tranquilizante, haciéndole caer por un precipicio.
Examinando las fotografías del lugar del crimen, Austin identifica a Fat Bastard como el ladrón de su mojo. En la guarida del Dr. Evil, Fat Bastard llega con el mojo de Austin, el Dr. Evil bebe un poco y tiene sexo con Frau Farbissina. Esto produce una situación incómoda cuando Frau revela que está embarazada, justo en el momento en que Scott llega a través de la máquina del tiempo. El Dr. Evil revela entonces su nuevo plan: exigir un rescate bajo la amenaza de destruir grandes ciudades con un láser colocado en la Luna. Mientras, en casa de Austin, él y Felicity van conociéndose mejor, pero cuando Felicity trata de tener sexo con él, Austin la rechaza debido a la pérdida de su mojo. 
El Ministerio de Defensa encarga a Felicity que le instale un dispositivo de localización a Fat Bastard. Para ello, se acuesta con él y se lo implanta en el ano. Fat Bastard lo expulsa al defecar en un baño de la Estación de Paddington, pero una muestra de sus heces revela restos de un vegetal que solo existe en una isla del Caribe. Austin y Felicity llegan a la isla, pero son capturados y encerrados en una celda de la que logran escapar cuando Felicity distrae al guardia al mostrarle sus pechos. El Dr. Evil y Mini-Me parten hacia la Luna, seguidos por Austin y Felicity en el Apolo 11. En la base lunar del Dr. Evil, Austin pelea con Mini-Me y acaba lanzándolo al espacio. Al enfrentarse al Dr. Evil, éste le da dos opciones: salvar al mundo o a Felicity, que está encerrada en una cámara de gas venenoso.
Felicity le dice a Austin que salve al mundo y él lo consigue, pero Felicity muere. Antes de que Austin pueda matarle, el Dr. Evil le propone que utilice la máquina del tiempo para salvar al mundo y a Felicity. Austin viaja diez minutos atrás en el tiempo, encontrándose consigo mismo y logrando salvar al mundo y a Felicity. El Dr. Evil activa el mecanismo de autodestrucción de la base lunar y escapa después de lanzar el mojo de Austin al aire. Los dos Austins tratan de atraparlo, pero no lo logran, y el mojo cae al suelo y es destruido. Sin embargo, Felicity le dice a Austin que todo lo que ha logrado demuestra que nunca perdió su mojo. Los dos escapan a través de la máquina del tiempo hasta 1999.
En el ático de Austin, Fat Bastard intenta de nuevo matar a Austin, pero Felicity logra desarmarle. Austin y Felicity celebran una fiesta. Mientras tanto, en 1969, el Dr. Evil recupera a Mini-Me del espacio y jura venganza. Durante los créditos finales, Scott se encuentra con Frau Farbissina en The Jerry Springer Show, donde ella le revela que es su madre. Austin llega a su casa y sorprende a Felicity en la cama con el Austin del pasado, que dice que como él y Austin son la misma persona, no es una infidelidad.

## Reparto
- Mike Myers - Austin Powers / Dr. Evil / Fat Bastard
- Heather Graham - Felicity Shagwell
- Michael York - Basil Exposition[4]
- Robert Wagner - Número 2
- Rob Lowe - Número 2 (joven)
- Mindy Sterling - Frau Farbissina[5]
- Seth Green - Scott Evil[6]
- Verne Troyer - Mini-Me[7]
- Elizabeth Hurley - Vanessa Kensington
- Gia Carides - Robin Spitz-Golondrinas[8]
- Will Ferrell - Mustafá
- Oliver Muirhead - Coronel británico
- Clint Howard - Johnson Ritter
- Kristen Johnston - Ivana Humpalot[9]
- Jeff Garlin - Cíclope
- Michael McDonald - Soldado de la OTAN
- Burt Bacharach - él mismo
- Elvis Costello - él mismo
- Jerry Springer - él mismo
- Rebecca Romijn - ella misma
- Woody Harrelson - él mismo (cameo)
- Charles Napier - Comandante Gilmour
- Fred Willard - Comandante
- David Koechner - Co-piloto
- Tim Robbins - Presidente de EE. UU.
- Tony Jay (sin acreditar) como voz del Narrador (no acreditado)
- Willie Nelson como él mismo (cameo)

## Banda sonora
En la banda sonora está incluido el éxito Beautiful Stranger, compuesto por Madonna para la misma. El vídeo musical de la canción fue dirigido por Brett Ratner y en él aparece Mike Myers en el papel de Austin Powers. También logró alzarse con el Premio Grammy a la mejor canción escrita para una película, televisión u otro medio visual en el año 2000.

### Lista de canciones
| Austin Powers: The Spy Who Shagged Me |                                        |                                                                                          |          |  |
| N.º                                   | Título                                 | Intérprete (s)                                                                           | Duración |  |
| 1.                                    | «Beautiful Stranger»                   | Madonna                                                                                  | 4:20     |  |
| 2.                                    | «My Generation»                        | The Who (en vivo para BBC)                                                               |          |  |
| 3.                                    | «Draggin' the Line»                    | R.E.M.                                                                                   |          |  |
| 4.                                    | «American Woman»                       | Guess Who                                                                                |          |  |
| 5.                                    | «Word Up»                              | Melanie B (acreditada como Melanie G)                                                    |          |  |
| 6.                                    | «Just The Two Of Us» (Dr. Evil Mix)    | Dr. Evil (Mike Myers) (original de Grover Washington, Jr. interpretada por Bill Withers) |          |  |
| 7.                                    | «Espionage»                            | Green Day                                                                                |          |  |
| 8.                                    | «Time of the Season»                   | Big Blue Missile/Scott Weiland                                                           |          |  |
| 9.                                    | «Buggin'»                              | The Flaming Lips                                                                         |          |  |
| 10.                                   | «Alright»                              | The Lucy Nation                                                                          |          |  |
| 11.                                   | «I'll Never Fall in Love Again»        | Burt Bacharach/Elvis Costello                                                            |          |  |
| 12.                                   | «Soul Bossa Nova» (Dim's Space-A-Nova) | Quincy Jones & His Orchestra                                                             |          |  |

La banda sonora vendió más de un millón de copias en EE. UU. y fue certificado con Platino. Una segunda edición de la banda sonora, fue lanzada con el título “More Music From the Motion Picture.”
| More Music From the Motion Picture |                                                   |                           |          |  |
| N.º                                | Título                                            | Intérprete (s)            | Duración |  |
| 1.                                 | «Austin Meets Felicity»                           | Film Dialogue             |          |  |
| 2.                                 | «Am I Sexy?»                                      | Lords of Acid             |          |  |
| 3.                                 | «I'm a Believer»                                  | The Monkees               |          |  |
| 4.                                 | «Magic Carpet Ride»                               | Steppenwolf               |          |  |
| 5.                                 | «American Woman»                                  | The Guess Who             |          |  |
| 6.                                 | «Get The Girl»                                    | The Bangles               |          |  |
| 7.                                 | «Bachelord Pad» (FPM Edit)                        | Fantastic Plastic Machine |          |  |
| 8.                                 | «Let's Get It On»                                 | Marvin Gaye               |          |  |
| 9.                                 | «Crash!»                                          | Propellerheads            |          |  |
| 10.                                | «Time of the Season»                              | The Zombies               |          |  |
| 11.                                | «Dr. Evil»                                        | They Might Be Giants      |          |  |
| 12.                                | «The Austin Powers Shagaphonic Medley»            | George S. Clinton         |          |  |
| 13.                                | «Beautiful Stranger» (Victor Calderone Radio Mix) | Madonna                   |          |  |

## Recepción
La película recaudó alrededor de $ 312 millones de dólares en ventas de entradas en todo el mundo, teniendo más dinero durante su primer fin de semana de la totalidad del producto de taquilla de su predecesor. Fue nominado a la entrega 72° de los Premios de la Academia a Mejor maquillaje (Michèle Burke y Mike Smithson).
| Premio                                  | Categoría                                                                        | Candidato(s)                                                                     | Resultado |
| --------------------------------------- | -------------------------------------------------------------------------------- | -------------------------------------------------------------------------------- | --------- |
| Premios Óscar (72.ª edición)            | Mejor maquillaje y peluquería                                                    | Michèle Burke Mike Smithson                                                      | Nominados |
| American Comedy Awards                  | Actor principal más divertido en una película                                    | Mike Myers                                                                       | Ganador   |
| Blockbuster Entertainment Awards        | Actriz favorita – Comedia                                                        | Heather Graham                                                                   | Ganadora  |
| Blockbuster Entertainment Awards        | Banda sonora favorita                                                            | Banda sonora favorita                                                            | Ganadora  |
| Blockbuster Entertainment Awards        | Villano favorito                                                                 | Mike Myers                                                                       | Ganador   |
| Blockbuster Entertainment Awards        | Actor favorito – Comedia                                                         | Mike Myers                                                                       | Nominado  |
| Blockbuster Entertainment Awards        | Actor de reparto favorito – Comedia                                              | Verne Troyer                                                                     | Nominado  |
| Blockbuster Entertainment Awards        | Actriz de reparto favorita - Comedia                                             | Mindy Sterling                                                                   | Nominada  |
| Premios BMI                             | Premio BMI a música cinematográfica                                              | George S. Clinton                                                                | Ganador   |
| Premios Brit                            | Mejor banda sonora                                                               | Mejor banda sonora                                                               | Ganadora  |
| Canadian Comedy Awards                  | Mejor interpretación cinematográfica masculina                                   | Mike Myers                                                                       | Ganador   |
| Canadian Comedy Awards                  | Mejor guion cinematográfico original                                             | Mike Myers                                                                       | Ganador   |
| Costume Designers Guild                 | Excelencia en cine de ciencia ficción/fantasía                                   | Deena Appel                                                                      | Nominada  |
| Premios Globo de Oro                    | Mejor canción original (por "Beautiful Stranger")                                | Madonna William Orbit                                                            | Nominados |
| Golden Trailer Awards                   | Mejor tráiler de comedia                                                         | Mejor tráiler de comedia                                                         | Ganadora  |
| Golden Trailer Awards                   | Mejor show                                                                       | Mejor show                                                                       | Nominada  |
| Premios Grammy                          | Mejor canción escrita para medios visuales                                       | Madonna William Orbit                                                            | Ganadores |
| Premios Grammy                          | Mejor recopilación de banda sonora para película, televisión u otro medio visual | Mejor recopilación de banda sonora para película, televisión u otro medio visual | Nominada  |
| Make-Up Artists and Hair Stylists Guild | Mejor peluquería de época                                                        | Candy L. Walken Jeri Baker Jennifer Bower O'Halloran Toni-Ann Walker             | Nominados |
| Make-Up Artists and Hair Stylists Guild | Mejor maquillaje de época                                                        | Patty York Cheryl Ann Nick Michèle Burke Steve Artmont                           | Nominados |
| Make-Up Artists and Hair Stylists Guild | Mejor maquillaje de efectos especiales                                           | Michèle Burke Kenny Myers Will Huff Kevin Haney Stan Winston Mike Smithson       | Nominados |
| Nickelodeon Kids' Choice Awards         | Película favorita                                                                | Película favorita                                                                | Nominada  |
| Nickelodeon Kids' Choice Awards         | Actor de cine favorito                                                           | Mike Myers                                                                       | Nominado  |
| Nickelodeon Kids' Choice Awards         | Pareja favorita>                                                                 | Heather Graham Mike Myers                                                        | Nominados |
| Nickelodeon Kids' Choice Awards         | Canción de banda sonora favorita                                                 | Madonna                                                                          | Nominada  |
| Las Vegas Film Critics Society          | Mejor carátula para vídeo                                                        | Mejor carátula para vídeo                                                        | Ganadora  |
| Las Vegas Film Critics Society          | Mejor canción (por "Beautiful Stranger")                                         | Madonna                                                                          | Ganadora  |
| MTV Movie Awards (9.ª edición)          | Mejor villano                                                                    | Mike Myers                                                                       | Ganador   |
| MTV Movie Awards (9.ª edición)          | Mejor actuación cómica                                                           | Mike Myers                                                                       | Nominado  |
| MTV Movie Awards (9.ª edición)          | Mejor pelea                                                                      | Mike Myers Verne Troyer                                                          | Nominados |
| MTV Movie Awards (9.ª edición)          | Mejor película                                                                   | Mejor película                                                                   | Nominada  |
| MTV Movie Awards (9.ª edición)          | Mejor interpretación musical                                                     | Mike Myers Verne Troyer                                                          | Nominados |
| Premios Saturn                          | Mejor actriz                                                                     | Heather Graham                                                                   | Nominada  |
| Premios Saturn                          | Mejor película de fantasía                                                       | Mejor película de fantasía                                                       | Nominada  |
| Teen Choice Awards                      | Mejor película de comedia                                                        | Mejor película de comedia                                                        | Ganadora  |
| Teen Choice Awards                      | Mejor villano de película (por Fat Bastard)                                      | Mike Myers                                                                       | Ganador   |